# Драматичен клуб
„Драматичен клуб“ (на английски: Drama Club) е американски комедиен псевдодокументален сериал, създаден от Моника Шерър и Маделин Уитби, който се излъчва по Nickelodeon от 20 март до 22 март 2021 г.
Сериалът се състои от десет половинчасови епизода. Епизодите на сериала се излъчват премиерно в приложението на Nick и сайта Nick.com, седмица преди да се излъчи по Nickelodeon, започващ с първия епизод, който се излъчва премиерно в приложението Nick и Nick.com на 13 март 2021 г, и по Nickelodeon на 20 март 2021 г.

## В България
В България сериалът започва излъчване по локалната версия на Никелодеон на 25 октомври 2021 г.
През 2022 г. става достъпен в стрийминг платформата SkyShowtime.